# The Boston Miscellany
The Boston Miscellany of Literature and Fashion (Бостонский сборник литературы и моды) — ежемесячный литературный и модный журнал, издававшимся в Бостоне, штат Массачусетс, в 1842—1843 годах. В нём также публиковались рецензии на книги и музыку.
Первый выпуск The Boston Miscellany был опубликован в январе 1842 года под редакцией Натана Хейла-младшего (сына журналиста Натана Хейла). В 1843 году издание редактировал Генри Теодор Такерман. Журнал издавался Bradbury, Soden & Co. Издание прекратилось после 14-го номера в феврале 1843 года.
Среди авторов журнала были Джон Нил, Генри Дэвид Торо, Эдвард Эверетт, Натаниэль Готорн, Эдвард Эверетт Хейл, Джеймс Рассел Лоуэлл, Эдгар Аллан По и Натаниэль Паркер Уиллис. Сара Хейл, жена Натана Хейла, переводила для журнала сказки с немецкого на английский.